# 張國俊 (明朝)
張國俊（？—17世紀），兗州府滋陽縣人，南明外戚。

## 生平
張國俊是監國魯王張妃的父親，封會稽伯，負責掌管禁兵，從中攬權並收受賄賂；隆武朝廷傳來詔令，他堅持不閱讀。他曾經進入杭州，廷臣認為他已經歸順清朝，不可信任之；他又收受謝三賓萬兩黃金，要脅朱以海必定要任命他為大學士。張妃得知此事，就脫下頭上髮簪請罪，朱以海安慰張妃，赦免了他。不久長江的南明軍隊潰敗，朱以海命令張妃親戚毛有倫帶著張國俊、世子、宮嬪從蛟關出逃，期望在舟山會合，適逢叛將張國柱來犯，將他們劫往北邊，毛有倫帶著軍隊投降清朝，張國俊後事不詳。

## 家庭
- 女兒張氏，年幼時進入魯王府，魯王朱以海監國後獲冊封為妃，生下世子朱弘甲（失名）[1]，被劫往北邊途中自刎而死，宮嬪周氏等十三人跟隨自殺[2]

## 引用
1. 1 2 3  錢海岳《南明史·卷二十五·列傳第一》：監國魯王張妃；滋陽人。早歲入宮。紹興監國，冊為妃，生世子弘甲。父國俊，典禁兵，攬權納賄。福京詔至，力主不閉讀。嘗入杭間，以為清且就款，廷臣叵惑之。又受謝三賓萬金，脅王必致樞要而後已。妃聞之，脫簪待罪，王慰之，乃免。
2. 1 2  錢海岳《南明史·卷二十五·列傳第一》：及江上師潰，命妃戚毛有倫扈世子、宮嬪自蛟關出，期會於舟山，適畔將張國柱來犯，劫之北去，中途自剄薨。宮嬪周氏等十三人從死。有倫以軍降清，國俊封會稽伯。